# Munidopsis polita
Munidopsis polita är en kräftdjursart som först beskrevs av Sidney Irving Smith 1883.  Munidopsis polita ingår i släktet Munidopsis och familjen trollhumrar. Inga underarter finns listade i Catalogue of Life.